# 弓弦乐器
弓弦乐器，又稱擦弦樂器，在西洋乐器中主要就是管弦樂團中的提琴类，包括小提琴、中提琴、大提琴和低音提琴四种。弓弦乐器一般以涂有松香的马尾琴弓来摩擦琴弦以产生音响，另外也可以用拨奏的方法来演奏。
各种弓弦乐器都可以运用分弓、连弓、跳弓、断弓、飞跃断弓、撞弓和击弓等特殊弓法来表现作曲家特殊的要求。也都可以使用弱音器来改变本来的音色。
弓弦乐器可以表现极强到极弱范围很大的力度变化，可以制造各种浓稠和稀薄的音响效果。无论是合奏还是独奏，都能发挥重要的作用。
弓弦乐器在古今的作曲家与演奏家的创作和演出中，演奏技巧和表现能力都日趋完美。
中国民族乐器中的弓弦乐器，又稱拉弦樂器，以各种形制的胡琴为主，如二胡、京胡、板胡等。

## 弓弦樂器列表

### 西洋樂器
- 提琴類
  - 小提琴
  - 中提琴
  - 大提琴
  - 低音提琴
  - 三弦低音提琴

- 古提琴類
  - 柔音中提琴
  - 維奧爾琴

- 民間音樂提琴類
  - 古斯莱

### 中國民族樂器
- 胡琴類
  - 高胡（高音二胡、粵胡）
  - 二胡（南胡）
  - 中胡（中音二胡）
  - 椰胡
  - 板胡
  - 京胡（胡琴）
  - 京二胡
  - 墜胡
  - 雷琴
  - 革胡
  - 低音革胡

### 其他民族樂器
- 潮胡
- 三胡
- 四胡
- 胡爾
- 馬頭琴
- 牛腿琴
- 馬骨胡
- 文枕琴